# Исламова, Лола
Лола (Лобар) Икрамовна Исламова (узб. Lola (Lobar) Ikramovna Islamova, 19 июня 1971, Ташкент) — узбекистанский журналист, корреспондент и редактор, публицист.
Главный редактор информационно-аналитического сайта Anhor.uz
Лауреат звания «Лучший журналист года» премии Союза Журналистов Узбекистана, специальных премий «Олтин калам» («Золотое перо»).

## Биография
Л.Исламова окончила Ташкентский институт искусств (ныне Государственный институт искусств и культуры Узбекистана), факультет социологии, Высшие курсы журналистики при Национальном университете Узбекистана им. М. Улугбека.
Работала корреспондентом на Радио «Гранд», возглавляла редакции радиостанций «Maxima», «Эхо долины», издавала журнал о здоровье «Здравствуйте!».
С 2014 года Л.Исламова возглавляет редакцию информационно-аналитического сайта Anhor.uz .
С 2005 года является медиа-тренером Международного Центра переподготовки журналистов в Ташкенте. Автор пособий для журналистов «ВИЧ, СПИД: как журналистика может противостоять мифу и стигматизации», «Освещение темы туберкулеза в СМИ», Руководства для информационных служб хокимиятов Узбекистана «Эффективная коммуникация с общественностью» .
Л.Исламова — постоянный член ежегодного экспертного семинара ОБСЕ «Свобода выражения в интернете и противодействие насильственному экстремизму и радикализации, ведущими к терроризму» конференции ОБСЕ по противодействию терроризму.
Эксперт отдела социальной медиапродукции в Национальной ассоциации электронных СМИ Узбекистана. Национальный эксперт представительства ЮНИСЕФ в Узбекистане по освещению прав детей в СМИ .
В 2015 году Л.Исламова награждена специальной премией Международной организации «Открытый диалог» в номинации «За лучший материал, освещающий вопросы борьбы с коррупцией» .
В 2016 году награждена в рамках Национальной премии «Олтин калам» специальной премией Международной организации «Открытый диалог» в номинации «За лучшие материалы, освещающие верховенство закона» 
В 2016 году Л.Исламова получила звание «Лучший журналист года» премии Союза Журналистов Узбекистана.